# Der Blaumilchkanal
Der Blaumilchkanal (hebr. Te’alat Blaumilch bzw. engl. The Big Dig, sinngemäß „Das bzw. der große Graben“) ist der Titel eines Hörspiels und einer Satire von Ephraim Kishon sowie der gleichnamigen Verfilmung des Hörspiels unter der Regie von Kishon.

## Das Hörspiel
Der Text des Hörspiels ist im gleichnamigen Buch von 1971 abgedruckt (Titel: Der Blaumilchkanal. Satiren. Hörspiele und Einakter), das in einer deutschen Übersetzung von Friedrich Torberg vorliegt.

### Inhalt
Die Bürokratie-Satire handelt von Kasimir Blaumilch, einem aus der Irrenanstalt entflohenen „Geisteskranken“, der prompt beginnt, die wichtigste Hauptverkehrsstraße Allenby Road in der israelischen Großstadt Tel Aviv mit einem Presslufthammer aufzureißen. Als die Polizei notgedrungen beginnt, die Straße zu sperren, und die Anwohner sich zunehmend über den praktisch ununterbrochenen Lärm beschweren, beginnen die Behörden eine umfangreiche, jedoch ergebnislose Ursachensuche. Der für diesen Fall zuständige Leiter der Abteilung für Reparaturen auf den Hauptverkehrsstraßen, ein Dr. Kwibischewsky, weiß von nichts, und so schieben die Beteiligten der Stadtverwaltung und des Bautenministeriums sich gegenseitig den Schwarzen Peter zu, bis die Angelegenheit endlich vor einem Untersuchungsgericht landet. Um diese Peinlichkeit zu beenden und die Arbeiten zu beschleunigen, wird der gesamte Bautrupp der Stadt zur Baustelle beordert. Der Zufall will es, dass Blaumilch mit seinem Presslufthammer gerade in diesem Moment das Meer erreicht, sodass die Wassermassen mitten in die Stadt Tel Aviv einströmen.
Schließlich eröffnet der Bürgermeister stolzgeschwellt den neuen Innenstadtkanal und preist die Stadt als „Venedig des Nahen Ostens“, sodass sich zum Schluss alle Handlungsstränge im Positiven auflösen. Einzige Ausnahme ist der Magistratsangestellte Benzion Ziegler, der allein den absurden Hintergrund der Bauarbeiten durchschaut hat. Da man ihm angesichts der allgegenwärtigen Kanal-Euphorie keinen Glauben schenken will, wird er ironischerweise in die Psychiatrie eingeliefert. Auf der Fahrt zur Psychiatrie sieht Ziegler Kasimir Blaumilch, wie er mit dem Rathaus im Hintergrund wieder beginnt, eine Straße aufzureißen. Sie nehmen einander wahr und lachen sich zu.
Alltägliche Amts-Absurditäten werden immer weiter ins Verrückte gesponnen, jedoch auf eine Weise, dass die Leser sich erst am Schluss darüber im Klaren sind, wie bizarr die kühl geschilderte Situation ist.

### Deutschsprachige Produktionen
1962 produzierten Radio Bremen und der Süddeutsche Rundfunk in der Reihe Das internationale Hörspiel das Original-Hörspiel Der Blaumilchkanal (Te'alat Blaumilch)
erstmals im deutschen Sprachraum. Die Erstsendung fand am 22. April 1962 statt. Es hatte eine Länge von 31:50 Minuten.
Die Übersetzung stammte von Hans Herbert Westermann. Die Regie führte Horst Loebe.
Es sprachen u. a. Wilhelm Kürten (Sprecher), Kurt A. Jung (Ansager), Inken Sommer (Ansagerin), Armas Sten Fühler (Doktor), Kurt Zielke (Patient), Herbert Steinmetz (Polizist), Wolfgang Engels (Bürgermeister), Günther Neutze (Kommissar), Hans Paetsch (Dr. Kuibishevsky), Rudi Schmitt (Ziegler), Günther Schramm (Repräsentant), Karl-Heinz Gerdesmann (1. Herr), Erwin Linder (2. Herr), Werner Rundshagen (1. Fahrer), Theo Staats (2. Fahrer), Ilse Bally (Sekretärin) und Erich Thormann (Vorsitzender).
1981 entstand eine weitere Produktion beim ORF Oberösterreich, ebenfalls unter dem Titel Der Blaumilchkanal. Die Erstsendung fand am 21. Jänner (Januar) 1981 statt. Die Länge betrug hier 29:10 Minuten.
Unter der Regie von Ferry Bauer sprachen Winfried Görlitz, Karl Heinz Büchi, Gerd Eichen, Hubert Mann, Günther Sauer, Dieter Naumann, Herbert Stefan, Heinz Filges, Elfriede Gollmann, Gerhard Brössner und Lisl Schmidt.

## Die Satire
Kishons Buch Auch die Waschmaschine ist nur ein Mensch sowie sein Titel Drehn Sie sich um, Frau Lot! enthalten eine Satire mit dem Titel Der Blaumilch-Kanal. Es handelt sich inhaltlich im Wesentlichen um eine Zusammenfassung des Hörspiels.

## Verfilmung
1969 wurde der Stoff von den Produktionsfirmen Sender Freies Berlin (SFB) und United King Films unter dem gleichen Titel verfilmt; nach Angaben des SFB war die Premiere am 14. August 1970 in Berlin.